# Marja Wokke
Maria Martha Catharina (Marja) Wokke (Bergen, 21 maart 1957) was in de jaren zeventig van de 20e eeuw Nederlands eerste echte wegatlete. Op de marathon behoorde zij begin jaren tachtig tot de wereldtop. Zij baande de weg voor alle ambitieuze wegatletes die zouden volgen, Carla Beurskens incluis.

## Biografie

### Halve van Egmond was het begin
Wokke raakte met het atletiekvirus besmet, toen haar broer haar op achttienjarige leeftijd meenam naar de halve marathon van Egmond. Prompt werd ze derde. Die wedstrijd zou zij vervolgens viermaal winnen: van 1978 tot en met 1981 was zij in Egmond ongenaakbaar. Slechts Tegla Loroupe heeft daar ooit meer overwinningen behaald dan Wokke. De 1:19.45 die Wokke in 1978 in Egmond realiseerde, was bovendien de beste wereldprestatie ooit. Het was voor het eerst, dat een vrouw de grens van 1 uur en 20 minuten doorbrak.
In 1980 was ze bovendien de eerste vrouw die de City-Pier-City Loop in Den Haag won. En opnieuw was ze de snelste vrouw ter wereld, want ze realiseerde in Den Haag een tijd van 1:13.59. Die werd pas een jaar later verbeterd door de Amerikaanse Joan Samuelson. In de zomer van 1980 liep ze vervolgens ook nog eens een heel goede 10 Engelse mijl. In het Duitse Borgholzhausen won ze een wedstrijd over die afstand in 55.16. Ook dit zou een beste wereldprestatie ooit geweest zijn, als niet net het jaar ervoor de Noorse Grete Waitz een tijd van 53.05 had laten optekenen.
Marja Wokke is ook winnares van de eerste marathon van Rotterdam: in 1981 zegevierde zij in 2:43.23. Een jaar eerder had zij in Eugene (V.S.) op die afstand haar persoonlijke recordtijd gerealiseerd: 2:32.28. Met die prestatie stond zij vijfde op de wereldranglijst. De Olympische Spelen van Moskou in 1980 haalde ze er echter niet mee. De eerste marathon voor vrouwen op de Olympische Spelen werd immers pas voor het eerst in 1984 in Los Angeles gelopen. Marja Wokke over haar prestatie in Eugene: "Het wereldrecord van Grete Waitz stond toen op 2:27. Daar liep ik in Eugene dertig kilometer lang onder. Dat kwam doordat ik dacht dat de afstanden die ze daar aangaven in kilometers waren. Nou, dat waren dus mijlen. Ik ging dus veel te hard van start, liep al heel snel alleen. Michel Lukkien (als Nike-vertegenwoordiger aanwezig op deze door Nike gesponorde marathon - wiki-red.) moest me terugfluiten. Hij roept nog steeds dat ik met een betere begeleiding onder het wereldrecord had kunnen lopen."

### Abrupt einde
Hoezeer Marja Wokke bij de vrouwen op de weg in die periode domineerde, blijkt verder uit haar twee overwinningen in de marathon van Amsterdam in 1980 en 1981.
Haar einde aan de top kwam vrij abrupt. In een poging om zich te kwalificeren voor de Olympische Spelen in 1984 scheurde zij tijdens een wedstrijd in Genève haar hamstrings. "Toen was ik er helemaal klaar mee. Dat was een enorme teleurstelling."

### Na ziekte terug bij het begin
In 1995 kreeg de inmiddels met loopfanaat Jan Bak gehuwde Marja Bak-Wokke in haar voorbereiding op de marathon van Amsterdam last van opgezwollen lymfeklieren en voelde zij zich chronisch moe. De onheilstijding volgde niet veel later. Ze kreeg te horen dat zij non-hodgkinlymfoom had, ofwel de kwaadaardige vorm van lymfeklierkanker. In 2001 vierde zij haar rentree in Egmond aan Zee. Marja Bak-Wokke behaalde een nieuwe overwinning, 23 jaar na haar eerste triomftocht. Ditmaal op haar lichaam. Dat de geklokte tijd van 1:38.21 ver boven haar besttijd (1:19.35) lag, was uiteraard bijzaak. Onderweg werd zij door velen herkend en aangemoedigd.

### Opnieuw in de roes van de marathon
In 2002 nam Marja Wokke samen met echtgenoot Jan deel aan de loodzware Jungfraumarathon. Ze bracht hem tot een goed einde. "Dat was mijn eerste marathon na achttien jaar. Ik liep hem uit, in 4:30." Opnieuw raakte de Noord-Hollandse in de roes van de marathon. In 2009 was ze er zelfs in Rotterdam en Amsterdam weer bij. Toen men in de Maasstad doorkreeg te maken te hebben met de vrouw, die in 1981 de allereerste marathon van Rotterdam won, kreeg ze van de organisatoren dezelfde Vip-behandeling als de uitgenodigde Kenianen. Het deed haar heel veel deugd en stimuleerde haar om het vooraf gestelde doel, finishen binnen de 4 uur, te halen. Ze deed er 3 uur en 53 minuten over. Vervolgens was ze er in oktober 2009 in Amsterdam wéér bij, maar toen moest zij na driekwart race met kramp opgeven.

## Nederlandse kampioenschappen
| Onderdeel | Jaar |
| --------- | ---- |
| 15 km     | 1980 |

## Persoonlijke records
Baan
| Onderdeel | Prestatie       | Datum            | Plaats  |
| --------- | --------------- | ---------------- | ------- |
| 3000 m    | 9.52,6          | 19 mei 1979      | Heiloo  |
| 10.000 m  | 35.28,9 (ex-NR) | 15 augustus 1980 | Sittard |

Weg
| Onderdeel      | Prestatie               | Datum            | Plaats    |
| -------------- | ----------------------- | ---------------- | --------- |
| 10 km          | 32.48                   |                  |           |
| 15 km          | 49.47,20                |                  |           |
| 20 km          | 1:07.58                 | 5 april 1980     | Paderborn |
| halve marathon | 1:13.59 (ex-beste WP) * | 29 maart 1980    | Den Haag  |
| 25 km          | 1:31.38 (ex-NR)         | 5 april 1980     | Paderborn |
| marathon       | 2:32.28 (ex-NR)         | 7 september 1980 | Eugene    |

* Er werden in die tijd nog geen officiële wereldrecords voor de halve marathon erkend.

## Palmares

### 15 km
- 1980:  20 van Alphen - 51.53
- 1980:  NK - 51.55
- 1981:  20 van Alphen - 53.11
- 1982: 4e NK te Utrecht - 54.34,9
- 1983: 4e 20 van Alphen - 54.03

### 10 Eng. mijl
- 1980:  Nacht von Borgholzhausen - 55.16

### 20 km
- 1980:  20 van Alphen - 51.53
- 1981:  20 van Alphen - 53.11
- 1981:  Westerhoutloop in Beverwijk - 1:12.24

### halve marathon
- 1976:  halve marathon van Egmond - 1:42.00
- 1977:  halve marathon van Egmond - 1:27.30
- 1978:  halve marathon van Egmond - 1:19.45 (beste WP)
- 1978:  Groet uit Schoorl Run - 1:21.15
- 1979:  halve marathon van Egmond - 1:27.55
- 1979:  Groet uit Schoorl Run - 1:24.49
- 1980:  halve marathon van Egmond - 1:19.35
- 1980:  Groet uit Schoorl Run - 1:17.17
- 1980:  City-Pier-City Loop - 1:13.59 (beste WP)
- 1981:  halve marathon van Egmond - 1:21.21
- 1981:  Groet uit Schoorl Run - 1:20.01
- 2001: ? halve marathon van Egmond - 1:38.21

### 25 km
- 1980:  Paderborner Osterlauf - 1:31.38
- 1982: 1e dame NK in Eersel - 1:32.23

### marathon
- 1979:  marathon van Apeldoorn - 3:08.06
- 1980:  marathon van Amsterdam - 2:40.15 (NR)
- 1980:  marathon van Eugene - 2:32.28 (NR)
- 1981:  marathon van Amsterdam - 2:43.38
- 1981:  marathon van Rotterdam - 2:43.23
- 1982: 5e marathon van Eugene - 2:43.34
- 1993:  marathon van Eindhoven - 2:58.18